# 村内美術館
村内美術館（むらうちびじゅつかん）は、東京都八王子市にある美術館。株式会社村内ファニチャーアクセスの会長村内道昌が地域社会への貢献の想いとともに、かつて訪れたパリの小さな美術館、ギュスターヴ・モロー美術館のアットホームな雰囲気をお手本とし、小さくても中身の濃い、そして何度でも訪れたくなるような美術館にと、コレクションした西洋絵画を公開するため1982年11月に開設された。
1995年3月に現在の新館に移転し、より多くの作品を展示できるようになり、2013年7月には展示を一新、日本初の「家具と絵画のコラボレーション」として、世界の有名家具デザイナーの作品を網羅、加えて西洋と日本の現代画家たちの意欲作、超大作を集め、それらが相互に融合する斬新な展示方法で、まさに「日本初」の名にふさわしいユニークな美術館を誕生させた。
2015年1月には東京都より公益財団の認定を受け現在に至る。

## 主な収蔵作品
- ヴィル・ダヴレーのカバスュ邸（カミーユ・コロー作）
- ヴィル・ダヴレー　牧草地からコローの家へと続く道（カミーユ・コロー作）
- ジャン・ルノワールとガブリエル（ピエール＝オーギュスト・ルノワール）
- 森へ続く道（アルフレッド・シスレー）
- 横たわる裸婦（キスリング）
- ミモザとチューリップ（キスリング）
- 緑色のスカートの女性（キスリング）
- 月胎蔵（智内兄助）